# Tournoi européen de Pologne de rugby à sept
Le Tournoi européen de Pologne de rugby à sept est un tournoi annuel européen de rugby à sept comptant pour les Seven's Grand Prix Series.

## Historique
La première édition de 2016 se dispute dans la ville de Gdynia. Dès l'année suivante, le tournoi se dispute dans la ville de Łódź au stade municipal.

## Palmarès
En 2016, le tournoi fait son retour au programme des Seven's Grand Prix Series après la réforme de 2011 :
- 2016 :  Grande-Bretagne Royals
- 2017 :  Russie
- 2018 :  Irlande